# Квіткоїд трибарвний
Квіткоїд трибарвний (Dicaeum trigonostigma) — вид горобцеподібних птахів родини квіткоїдових (Dicaeidae).

## Поширення
Вид поширений в Південно-Східній Азії. Його природні місця проживання — субтропічні або тропічні вологі низовинні ліси, субтропічні або тропічні мангрові ліси і субтропічні або тропічні вологі гірські ліси.

## Опис
Це невеликий птах завдовжки близько 9 см, з коротким хвостом і відносно довгим і злегка загнутим дзьобом. Оперення самця має верхні частини переважно сірувато-блакитного кольору, за винятком жовтувато-помаранчевої плями, що займає круп і частину спини. Горло і верхня частина грудей білувато-сірі. Решта нижніх частин і боків такого ж помаранчевого кольору, як і круп. Самиця зеленувата на верхніх частинах і боках, з сіруватим горлом, а помаранчевий колір крупа і черевця тьмянішого відтінку і з меншою розтяжністю.

## Спосіб життя
Як і інші квіткоїди, харчується переважно фруктами, особливо інжиром та омелою. Він також доповнює свій раціон павуками. Здобування корму здійснюється в кронах дерев поодинці або парами.